# Breaking Hearts
Breaking Hearts è il ventiquattresimo album (il diciottesimo in studio) dell'artista britannico Elton John, pubblicato il 18 giugno 1984.

## Descrizione
Registrato agli Air Studios (Montserrat) tra il dicembre del 1983 e il gennaio del 1984, musicalmente parlando prosegue lo stile del precedente LP Too Low for Zero, anche se non ne raggiunge il livello artistico.
I risultati sono comunque buoni e apprezzati dalla critica; a suonare nel disco è, come nel caso precedente, la storica Elton John Band formata dal bassista Dee Murray, dal batterista Nigel Olsson e dal chitarrista Davey Johnstone, mentre la produzione è ancora opera di Chris Thomas.
Breaking Hearts raggiunse una #20 USA, ma nel Regno Unito arrivò a debuttare al #2 e in Australia si posizionò addirittura in prima posizione; anche Sad Songs (Say So Much) (#5 USA) e Passengers (#5 UK) conobbero un buon successo (gli altri singoli erano In Neon, Who Wears These Shoes? e Breaking Hearts (Ain't What It Used to Be)).

## Tracce
I brani sono stati tutti composti da Elton John e Bernie Taupin, salvo dove notato diversamente.
1. Restless – 5:17
2. Slow Down Georgie (She's Poison) – 4:10
3. Who Wears These Shoes? – 4:04
4. Breaking Hearts (Ain't What It Used to Be) – 3:34
5. Li'l 'Frigerator – 3:37
6. Passengers (Elton John, Bernie Taupin, Davey Johnstone, Phineas McHize) – 3:24
7. In Neon – 4:19
8. Burning Buildings – 4:02
9. Did He Shoot Her? – 3:21
10. Sad Songs (Say So Much) – 4:55

## B-side
| Brano                                         | Formato                                                |
| --------------------------------------------- | ------------------------------------------------------ |
| "Sad Songs (Say So Much) (Special Radio Mix)" | Sad Songs (Say So Much) 7" (US)                        |
| "A Simple Man"                                | Sad Songs (Say So Much) 7" (US/UK), 12" (UK)           |
| "Lonely Boy"                                  | Who Wears These Shoes 7" (US) / Passengers 7"/12" (UK) |
| "Tactics"                                     | In Neon 7" (US)                                        |
| "Tortured"                                    | Who Wears These Shoes 7"/12" (UK)                      |
| "Passengers (Extended Mix)"                   | Passengers 12" (UK)                                    |
| "Who Wears These Shoes (Extended Version)"    | Who Wears These Shoes 12" (UK)                         |
| "I Heard It Through the Grapevine (Live)"     | Who Wears These Shoes 12" (UK)                         |

## Classifiche
| Anno | Classifica                                | Posizione |
| ---- | ----------------------------------------- | --------- |
| 1984 | Australian Kent Music Report Albums Chart | 1         |

## Formazione
- Elton John: voce, tastiera
- Nigel Olsson: batteria, cori
- Dee Murray: basso, cori
- Davey Johnstone: chitarra, cori
- Andrew Thompson: sax (in Li'l 'Frigerator)